# ويليام ألينغهام
ويليام ألينغهام (بالإنجليزية: William Allingham) (و. 1824 – 1889 م) هو شاعر، وكاتب من جمهورية أيرلندا، والمملكة المتحدة لبريطانيا العظمى وأيرلندا، توفي عن عمر يناهز 65 عاماً.

## روابط خارجية
- ويليام ألينغهام على موقع ميوزك برينز (الإنجليزية)
- ويليام ألينغهام على موقع إن إن دي بي (الإنجليزية)